# Kōhei Tsuka
Kōhei Tsuka (jap. つか こうへい, Tsuka Kōhei; japanischer Name: Kanehara Mineo, 金原峰雄; * 24. April 1948 in Kaho (heute: Kama), Präfektur Fukuoka; † 10. Juli 2010) war ein koreanisch-japanischer Dramatiker, Regisseur und Theaterleiter.
Tsuka gehörte zur zweiten Generation der koreanischen Einwanderer in Japan und besaß nicht die japanische Staatsbürgerschaft. Er wurde in den 1960er Jahren einer der bedeutendsten Regisseure des Kleintheaters („Shōgekijō“). Seinen ersten großen Erfolg hatte er mit dem Stück Atami satsujin jiken (1973), für das er den Kishida-Kunio-Preis erhielt. Er gründete daraufhin 1974 die Theatergruppe Atami satsujin jiken, die 1980 mit dem Kinokuniya-Theater-Preis ausgezeichnet wurde. Für sein Drehbuch zum Film Die Todestreppe (Regie: Kinji Fukasaku) erhielt er 1983 den Japanese Academy Award. 1990 wurde er für Hiryūden ’90: Kitsuriku no aki (飛龍伝'90 殺戮の秋) mit dem Yomiuri-Literaturpreis ausgezeichnet.

## Werke (Auswahl)
- 1970 Yūbinya-san chotto (郵便屋さんちょっと)
- 1971 Sensō de shinenakatta otōsan no tame ni (戦争で死ねなかったお父さんのために)
- 1972 Shokyū kakumei kōza hiryūden (初級革命講座飛龍伝)
- 1973 Atami satsujin jiken (熱海殺人事件)
- 1980 Sutorippā monogatari (ストリッパー物語)
- 1981 Kamata kōshinkyoku (蒲田行進曲)
- 1982 Bara Hoteru (薔薇ホテル)
- 1982 Tsuka-ban Chūshingura (つか版・忠臣蔵)
- 1983 Seishun kakeochiban (青春かけおち篇)
- 1987 Kyōko (今日子)